# Frank Lämmermann
Frank Lämmermann (* 22. Oktober 1976 in Fürth) ist ein ehemaliger deutscher Fernsehmoderator und Comedian.

## Leben
Lämmermann begann seine Karriere als Fernsehmoderator und Comedian 1997 bei VIVA, wo er von 1997 bis 2001 tätig war und von 1999 bis 2001 Lämmermann Live präsentierte. 2000 moderierte er zwei Sendungen von Die Casting-Agentur bei RTL II, wonach die Sendung abgesetzt wurde.
In Los Angeles trat er in The Comedy Store auf und spielte in der Fernsehserie Minding the Store mit.
2005 wechselte er zu 9Live und moderierte ab dem 7. Oktober 2005 die Calledy Lämmermanns Keller, eine Sendung mit Comedy- und Call-TV-Elementen. Die Sendung wurde nach zweieinhalb Monaten eingestellt.

## Fernsehsendungen
- 1999–2001 Lämmermann Live (VIVA)
- 2000 Die Casting-Agentur (RTL 2)
- 2005 Lämmermanns Keller (9Live)[7]

## Filmografie
- 2001 Déjà vu
- 2008 Puthuni hambagiya